# Torre Gauss
La Torre Gauss  (Gaußturm en alemán) es una torre de observación situada en la cumbre del monte Hoher Hagen en Dransfeld, Alemania. Tiene estructura de hormigón armado y acceso por carretera.
Dentro de la torre funciona un restaurante que cuenta con vistas panorámicas.

## Historia

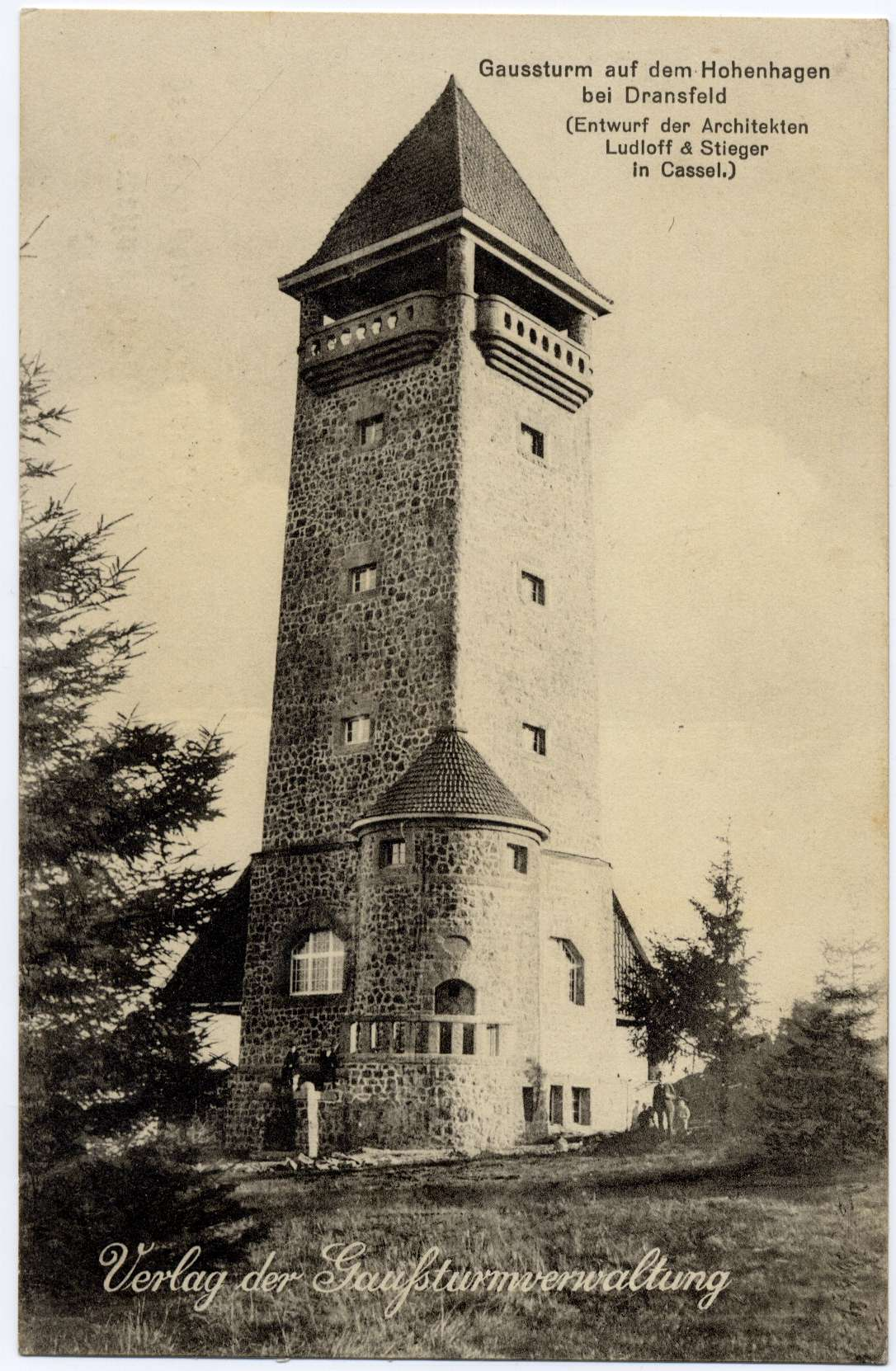
Antigua Gaußturm

El nombre de la torre conmemora a Carl Friedrich Gauss, quien utilizó un gran triángulo geodésico con un vértice en el monte Hohen Hagen en Inselsberg como base del levantamiento cartográfico de Hannover.
De 1909 a 1963 ya había habido otra "Gaussturm" cercana, que hubo de demolerse por los trabajos en una cantera próxima en la década de 1960.

## Datos
- Periodo de construcción: 11 meses
- Conclusión: septiembre 1964
- Plataforma visitable: cota 528 m
- Altura de torre: 51 m
- Cimentación: 6 m de profundidad, con un diámetro de 13 m
- Diámetros:
  - Fuste de la torre: 5 m
  - 1ª Plataforma: 18 m (a 14,5 m de altura)
  - Plataforma superior: 13 m
- Capacidad del ascensor: Máximo 8 personas
- Tiempo de viaje: 55 segundos
- Escalera de emergencia: 225 escalones, desde la plataforma de observación a la entrada.
- Coordenadas: 51°28′26″N 9°45′57″E / 51.47389, 9.76583